# Jürgen von Ramin

Jürgen von Ramin

Jürgen von Ramin (* 23. April 1884 in Külz bei Naugard; † 8. Oktober 1962 in Ramholz, Kreis Schlüchtern) war ein deutscher Junker, Kaufmann, Schriftsteller und völkischer Politiker (NSFP und DVFP).

## Leben
Seine Vorfahren waren die Gutsbesitzer auf Daber Eduard von Ramin und Max von Ramin, seine Eltern, nicht mehr mit Grundbesitz ausgestattet, der Leutnant Georg von Ramin und Meta von Bismarck. Ramin selbst besuchte die Schule in Naugard sowie die Gymnasien in Stettin und Stargard in Pommern. Nach dem Abitur schlug er die Offizierslaufbahn ein und wurde am 27. Januar 1911 zum Leutnant im Garde-Kürassier-Regiment befördert. Bei Ausbruch des Ersten Weltkriegs war er Oberleutnant und diente zuletzt als Adjutant der 92. Infanterie-Division.
1919 wurde er als Rittmeister aus dem Militärdienst verabschiedet. Anschließend ließ er sich in Berlin-Nikolassee nieder und war Redakteur bei der von ihm herausgegebenen Zeitschrift Ringendes Deutschtum sowie Geschäftsführer und Mitinhaber eines industriellen Unternehmens.
Ramin führte die Berliner Ortsgruppe des Deutschen Volksbunds, bis sich dieser ca. 3000 Mitglieder zählende Verband nach langen Verhandlungen im Herbst 1920 dem Deutschvölkischen Schutz- und Trutzbund anschloss. Nach der Fusion leitete Ramin den Berliner Gauverband des Deutschvölkischen Schutz- und Trutzbunds.
1924 saß er in der zweiten und dritten Wahlperiode für den Wahlkreis 1 (Ostpreußen) im Reichstag, wo er die Deutsch-Völkische Freiheitspartei (DVFP) vertrat, die mit der NSDAP zeitweilig eine Fraktionsgemeinschaft unter der Bezeichnung Nationalsozialistische Freiheitspartei bzw. Nationalsozialistische Freiheitsbewegung einging. Als sich in der dritten Wahlperiode die Nationalsozialistische Freiheitsbewegung auflöste, wechselte er zur Völkischen Arbeitsgemeinschaft der DVFP.
Am 1. März 1927 veröffentlichte Ramin im Deutschen Tageblatt einen offenen Brief, in dem er behauptete, Adolf Hitler habe „großindustrielle Gönner“ und er, Ramin, habe zusammen mit Hitler mit diesen Gönnern an einem Tisch gesessen. Ramin geriet über diese Aussagen heftig u. a. mit Gregor Strasser in Konflikt, der auch außerhalb der völkisch-nationalsozialistischen Presse wahrgenommen wurde.
In einem Artikel im Deutschen Adelsblatt vom März 1933 begrüßte er zwar den „innenpolitischen Sieg“ des „deutschen Nationalismus“, mahnte aber „eine nationale Diktatur ist nicht das Reich“, das müsse nach seiner Vorstellung durch eine „Krone stabilisiert“ werden.

## Familie
Ramin heiratete am 10. Juli 1912 in Neuensund Katharina von Arnim (* 27. Juni 1891 Neuensund). Das Ehepaar hatte folgende Kinder:
- Gerda (* 1913)
- Gisela (* 1915)
- Hans Georg (1916–1949)
- Jutta (* 1918) ⚭ 1942 Knut von Kühlmann Freiherr von Stumm-Ramholz (1916–1977)

Seine Witwe wohnte in den 1960er Jahren in Bayern, die Kinder lebten auf Gut Ramholz in Norddeutschland, dem Besitz des Ehemanns von Jutta.